# Bawodobara (Teluk Dalam)
Bawodobara is een bestuurslaag in het regentschap Nias Selatan van de provincie Noord-Sumatra, Indonesië. Bawodobara telt 1314 inwoners (volkstelling 2010).